# Scepastus
Scepastus is een geslacht van rechtvleugeligen uit de familie krekels (Gryllidae). De wetenschappelijke naam van dit geslacht is voor het eerst geldig gepubliceerd in 1863 door Gerstaecker.

## Soorten
Het geslacht Scepastus  is monotypisch en omvat slechts de volgende soort:
- Scepastus pachyrrhynchoides (Gerstaecker, 1863)